# Il corvo 3 - Salvation
Il corvo 3 - Salvation (The Crow: Salvation) è un film del 2000, diretto da Bharat Nalluri. La storia è ispirata al fumetto di James O'Barr Il corvo, da cui erano già stati ispirati due film precedenti a questo.

## Trama
Alex Corvis viene ingiustamente accusato di aver ucciso la sua ragazza, Lauren Randall, ma lui ricorda che il vero assassino era un misterioso uomo con una cicatrice nel braccio sinistro per incastrarlo aveva infilato il coltello nella sua auto. Una volta ucciso sulla sedia elettrica, viene riportato in vita da un corvo che gli dona poteri soprannaturali quali invulnerabilità, immortalità, agilità superumana e una grande forza.
Dopo aver ucciso i veri assassini della ragazza dovrebbe ritornare nell'aldilà per stare con lei per sempre. Alex come prima cosa, una volta tornato in vita, arriva nel dipartimento di polizia e nella stanza dei reperti dove trova la lista dei testimoni al suo processo e decide di andare dal testimone oculare, Thomas Leonard, il quale rivela che i poliziotti lo hanno costretto a testimoniare. Va quindi dal primo poliziotto, Philip Dutton, impegnato a fermare due ragazze con metodi alquanto discutibili, ed interviene, lasciando libere di andare le ragazze. Dopo aver resistito agli innocui colpi di pistola di Dutton, gli pone le mani sulla fronte cercando nella mente i ricordi e riesce a vedere chiaro sulla morte di Lauren. Uccide quindi Dutton.
La seconda vittima di Alex è Elrich, colui che ha inferto le pugnalate fatali a Lauren. Alex entra nella macchina di Elrich e mostra al poliziotto la propria invulnerabilità, dopodiché inizia ad accelerare e attirare su di sé tutta la polizia della città. A quel punto, arrivati in un deposito di auto, si schianta su un autobus con l'auto stordendo Elrich e, successivamente, dà fuoco alla macchina di Elrich facendo esplodere tutte le auto della polizia intorno ed anche un elicottero della polizia.
Un altro obiettivo di Alex è rendere Erin Randall, sorella di Lauren, consapevole del coinvolgimento del padre nella vicenda. Dopo aver fatto visita alla ragazza al cimitero, davanti alla lapide di Lauren riesce a convincerla; le mostra anche il biglietto trovato nella macchina di Elrich, grazie al quale Erin scopre il coinvolgimento di suo padre; con lo stesso bigliettino l'avvocato di Alex riesce a scoprire gli intrighi della società di Randall e della D.E.R.T. che controlla traffici di droga e prostituzione in città.
Lo spregevole capo della polizia della città, John L. Book, amico e socio di Nathan Randall, non è disposto a sopportare a lungo la morte di così tanti suoi poliziotti e si mette sulle tracce di Alex scoprendo che è veramente resuscitato dai morti e capisce che deve dargli quello che cerca e cioè l'uomo con la cicatrice. John, allora, si libera di Nathan Randall, rapisce Erin ed uccide l'avvocato di Alex tagliandogli il braccio sul quale crea una cicatrice simile a quella descritta da Alex durante il processo. Tutto questo mentre Alex entra nel locale degli spogliarelli nel quale trova e uccide gli ultimi due poliziotti rimasti, ovvero Roberts e Toomey, e nell'esplosione del locale vede il braccio piazzato da John perdendo così tutti i suoi poteri.
Alex decide allora di cercare comunque di salvare Erin e va nell'ufficio di John. Dopo un breve combattimento uccide Alex a pugnalate. Decide quindi insieme alla compagna e ad uno scagnozzo di imbalsamarlo, ma in quel momento il corvo preleva il ciondolo donato da Alex ad Erin e lo posiziona vicino ad Alex che recupera tutti i suoi poteri giusto un attimo prima che John gli possa dare il colpo finale.
John allora scappa con Erin mentre Alex uccide la compagna e l'ultimo scagnozzo e si lancia all'inseguimento di John, raggiungendolo e scoprendo che è proprio lui il misterioso uomo con la cicatrice che aveva messo il coltello nella sua macchina. Viene quindi portato nella sala dell'elettroesecuzione del carcere dove questa volta sulla stessa sedia elettrica c'è John. Alex ed Erin osservano soddisfatti il capitano mentre viene ucciso.

## Colonna sonora
- The Best Things - Filter
- Living Dead Girl - Rob Zombie
- Bad Brother - The Infidels/Juliette Lewis
- Warm Winter - Kid Rock
- It's All Over Now, Baby Blue - Hole
- What You Want - The Flys
- Big God - Monster Magnet
- Painful - Sin
- Antihistamine - Tricky
- Independent Slaves - Days of the New
- Everything Sucks (Again) - Pitchshifter
- Waking Up Beside You - Stabbing Westward
- Now Is The Time - The Crystal Method
- Burning Inside - Static X/Burton Bell of Fear Factory
- Rusted Wings - New American Shame
- underBELLY of the Beast - Danzig

## Slogan promozionali
- «For Vengeance, For Justice, For Love.»
- «Una sola colpa: essere innocente.»